# Oscar Niemeyer
Pour les articles homonymes, voir Niemeyer.
Oscar Ribeiro de Almeida de Niemeyer Soares (né le 15 décembre 1907 à Rio de Janeiro, où il est mort le 5 décembre 2012) est un architecte et un designer brésilien.
Il est un des plus célèbres architectes brésiliens. Son œuvre, qui s'inscrit étroitement dans le mouvement du style international, tient une place majeure dans l'histoire de l'architecture moderne. Il est surtout connu pour la construction de Brasilia au Brésil avec l'urbaniste Lúcio Costa, inaugurée en 1960. Exilé en Europe au milieu des années 1960, il a notamment construit le siège du Parti communiste français, l'ancien siège du journal L'Humanité, la Bourse du travail à Bobigny et la Maison de la culture du Havre.
Il a reçu le prix Pritzker en 1988 et a été fait commandeur de la Légion d'honneur le 12 décembre 2007, trois jours avant son centième anniversaire.

## Biographie

### Origines familiales
Oscar Niemeyer naît dans le quartier de Laranjeiras à Rio de Janeiro dans une famille de six enfants. Son père était graphiste.
Le nom de Niemeyer lui vient de sa grand-mère immigrée allemande native de Hanovre, et ce nom est devenu naturellement celui qui le désigne, probablement parce que celui-ci est très peu courant au Brésil alors que les noms Ribeiro et Soares sont d'origine portugaise et Almeida un nom portugais d'origine arabe,.
Son grand-père, Ribeiro de Almeida, était procureur de la République.

### Formation
Oscar Niemeyer entre en 1929 à l'École nationale des beaux-arts de Rio de Janeiro, où il entame une formation d’architecte dont il sort diplômé en 1934,. À cette époque, c’est la montée du modernisme européen et nord-américain qui marque l’architecture internationale avec les pionniers du modernisme que sont Walter Gropius, Frank Lloyd Wright, Ludwig Mies van der Rohe et Le Corbusier. Pourtant, le Brésil reste en marge de cette influence, du fait de sa récente indépendance et du faible développement économique du pays à cette période. C’est également le cas pour sa formation d’architecte, ancrée dans un classicisme français, très présent du fait de la colonisation européenne et de l’influence française dans les domaines de la technique, de la construction et de l’administration. Très critique vis-à-vis de sa formation, l'architecte confie lors d'un entretien : « C'était l'époque de la « Machine à habiter » de Le Corbusier, à l’école nous apprenions que les façades étaient déterminées par l’agencement intérieur, qui conditionne tous les autres éléments. À cette époque, la fantaisie de l’architecte ne devait pas sortir du cadre des concepts et des principes de la technique de construction. […] L’enseignement de l'École nationale des beaux-arts était plein de lacunes, à tel point que nous étions contraints de chercher notre voie en autodidactes, en dehors du cadre scolaire. »
Attiré par l'architecture moderne de Le Corbusier, véhiculée au Brésil, entre autres, par l'architecte Lúcio Costa, Oscar Niemeyer devient stagiaire dans l'agence de l'architecte carioca, afin de parfaire sa formation : « Malgré mes difficultés financières j’ai préféré travailler, gratuitement, dans l'agence d’architecture de Lucio Costa et de Carlos Leão, où j'espérais trouver les réponses à mes doutes d'étudiant en architecture. C'était une faveur qu'ils me faisaient. Et ma décision prouve que je n'avais pas un esprit léger et terre-à-terre, mais qu'au contraire j'avais comme objectif d'être un bon architecte. »

### Début de carrière au Brésil

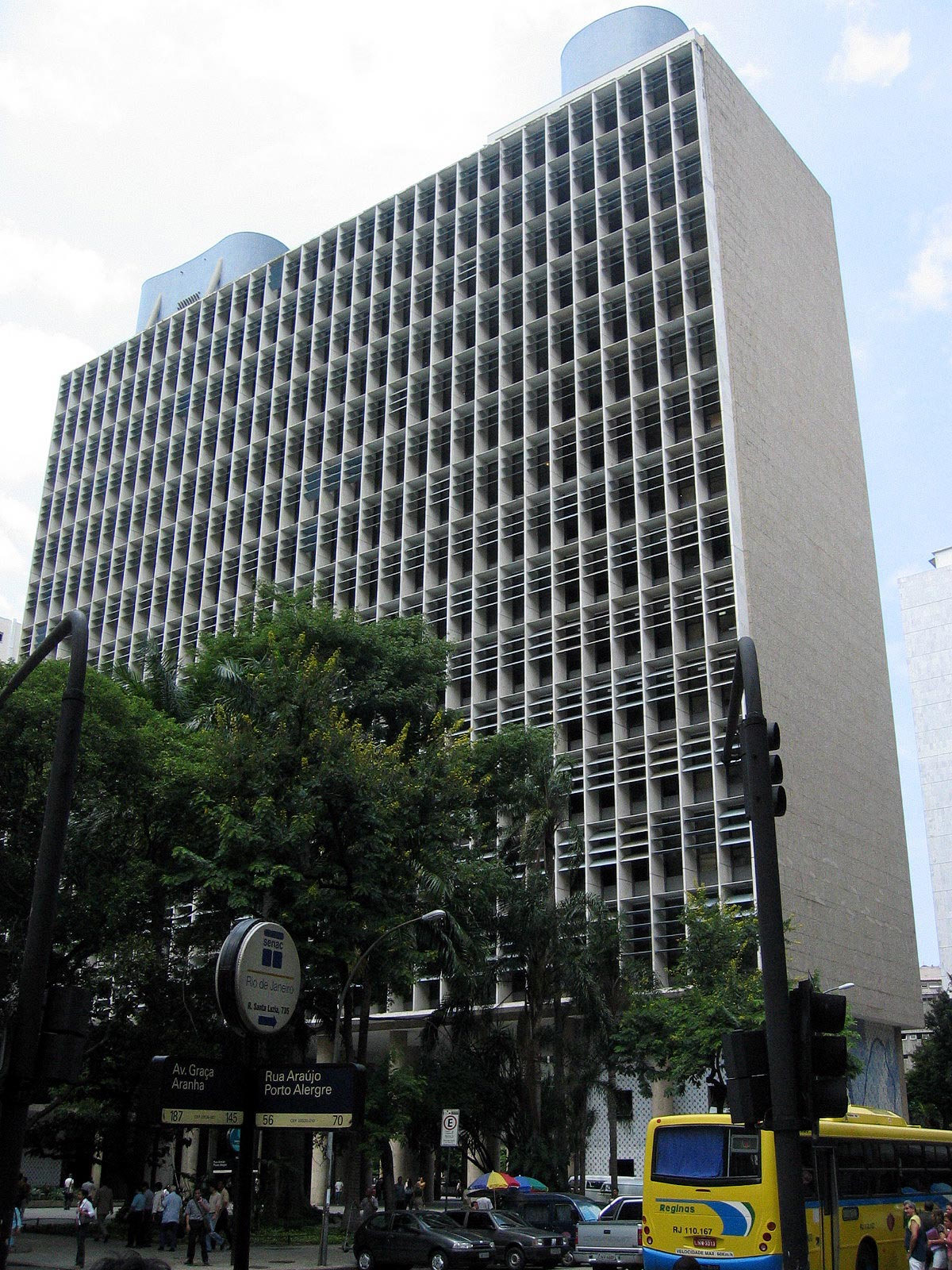
Le palais Gustavo Capanema à Rio.

En 1936, il participe avec Lúcio Costa, Le Corbusier et d'autres architectes à la conception du nouveau siège du ministère de l'éducation et de la santé à Rio de Janeiro pour le gouvernement de Getúlio Vargas.
Sa première œuvre est une crèche à Rio conçue en 1937.
Au début des années 1940, le maire de Belo Horizonte, Juscelino Kubitschek, lui confie la réalisation du complexe de Pampulha. Il y construit notamment l'église Saint-François d'Assise, un yacht-club, une salle de bal et un casino. L'Église Saint-François d'Assise de Belo Horizonte avec ses courbes marque une rupture avec le style international de Le Corbusier. Niemeyer dit avoir voulu « tropicaliser » le style du maître.
En 1944, il est la star de l'exposition consacrée à l'architecture brésilienne au musée d'art moderne de New York et est ensuite invité à participer à la conception du siège des Nations unies.

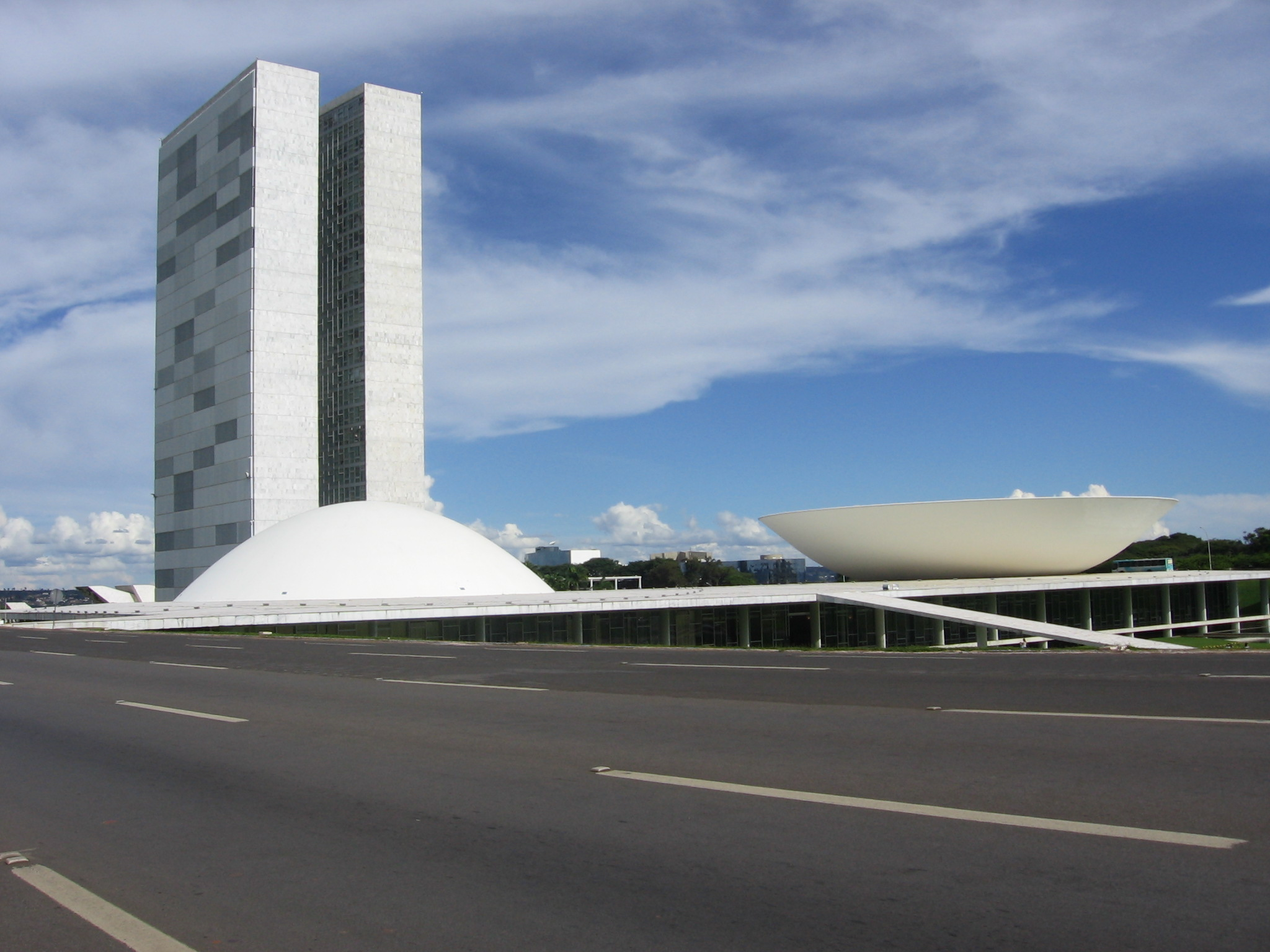
Le Congrès national du Brésil à Brasilia.

Dans les années 1950, Juscelino Kubitschek, devenu président de la République, décide de construire une nouvelle capitale au cœur du Planalto Central.
Lúcio Costa conçoit le plan de la ville et Oscar Niemeyer réalise les principaux bâtiments publics.
Avec sa participation à la création de la nouvelle capitale administrative du Brésil, Brasilia, inaugurée le 21 avril 1960, la notoriété de l'architecte brésilien devient mondiale.

### Exil en France
Avec l'arrivée au pouvoir de la dictature militaire au Brésil le 31 mars 1964, Oscar Niemeyer (membre du Parti communiste brésilien depuis 1945) s'exile en France où il devient le concepteur de plusieurs édifices, tels que le siège du Parti communiste français, place du Colonel-Fabien à Paris (1965-1980), le siège du journal L'Humanité à Saint-Denis (1989), ou encore la Bourse du travail à Bobigny (1978). André Malraux, alors ministre de la Culture, fait accepter sa demande d'asile en France.
Les lignes de Bourse du travail de Bobigny reprennent le style de la Maison de la culture du Havre en de nombreux points. Construit entre 1976 et 1978, il se compose de deux ensembles distincts. L'auditorium de 465 places est entouré de salles de réunions et un bâtiment élevé sur pilotis comprenant quatre étages accueille diverses organisations syndicales. Inaugurée le 2 mai 1978, cette structure compte en fait deux bâtiments différents qui ne font qu'un bloc que l'impression d'élévation et de légèreté soude durablement. La courbe, partie intégrante des œuvres de Niemeyer, est une fois de plus à l'honneur. Tantôt vague, tantôt montagne, elle trouve une finesse que seul le béton pouvait lui fournir.[réf. nécessaire]

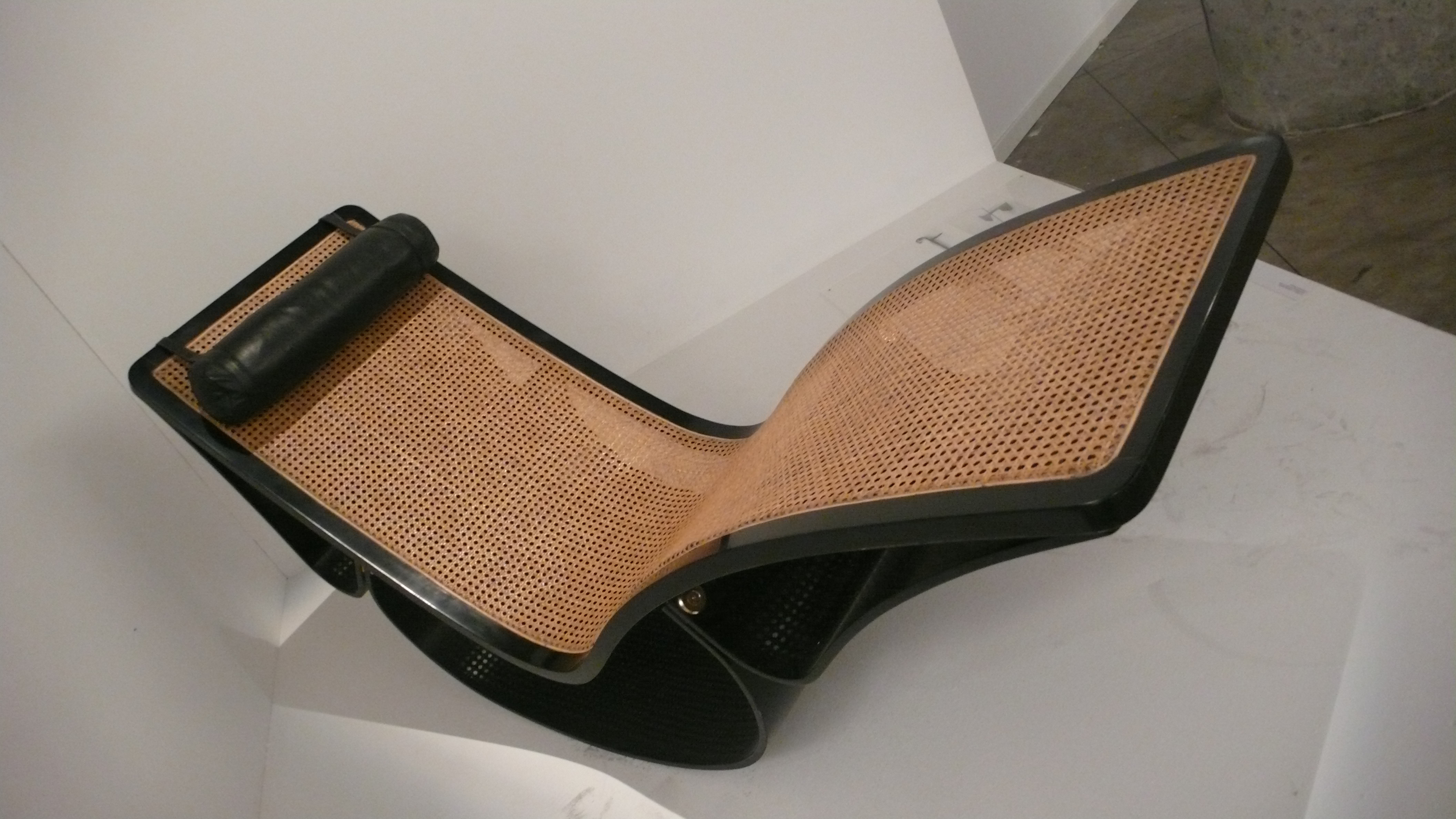
Une chaise longue Rio.

À cette époque, il est aussi designer de meubles et travaille notamment en collaboration avec sa fille Anna Maria Niemeyer (en). Ils réalisent en 1978 une chaise longue de bois, jonc tressé et cuir, toute en courbes, nommée « Rio » d'après leur ville d'origine.

### Retour au Brésil
Après un long exil de vingt et un ans, il revient au Brésil en 1985, après la chute de la dictature militaire.
Entre 1991 et 1996, Niemeyer réalise le musée d'Art contemporain de Niterói (Museu de Arte Contemporânea de Niterói).
Il conçoit en 2003 l'auditorium de São Paulo, inauguré en 2005 et recouvert d'une toiture ondulante en béton de près de 27 000 m2. Peu satisfait de cette dernière, il a demandé la destruction d'un fragment, ce qui a été refusé par la municipalité.
La même année, il conçoit le pavillon provisoire de la Serpentine Gallery à Londres.
Début janvier 2007, après avoir rencontré Hugo Chávez à Rio de Janeiro, il décide de faire les plans d'un monument en hommage à Simón Bolívar, qui sera érigé à Caracas et mesurera 100 mètres de haut.
Le 12 décembre 2007, il est élevé au grade de commandeur de la Légion d'honneur à l’occasion de ses 100 ans, par Antoine Pouillieute, ambassadeur de France au Brésil.
Oscar Niemeyer meurt le 5 décembre 2012, soit dix jours avant ses 105 ans,.

### Vie privée
Sa première femme, Anita, qu'il a épousée en 1928, est décédée en 2004. Leur fille unique, Anna Maria, est décédée à Rio de Janeiro, le 6 juin 2012 à l'âge de 82 ans. Il a de nombreux petits-enfants et arrière-petits-enfants,.
En décembre 2006, il épouse en secondes noces sa secrétaire Vera Lucia Cabrera, âgée de 60 ans, et affirme se sentir à nouveau comme un jeune homme de 30 ans,,.

## Engagement politique
Oscar Niemeyer a adhéré au parti communiste en 1945 et est toujours resté fidèle à son engagement. Ses nombreuses réalisations (siège de L'Humanité ou du PCF) sont d'ailleurs là pour en témoigner. En 2007, il a reçu les félicitations de Fidel Castro pour son engagement politique.

## Œuvre

### Analyse de son style
« Quand je dessine, seul le béton me permettra de maîtriser une courbe d'une portée aussi ample. Le béton suggère des formes souples, des contrastes de formes, par une modulation continue de l'espace qui s'oppose à l'uniformisation des systèmes répétitifs du fonctionnalisme international. »
— Oscar Niemeyer, Les courbes du temps (mémoires), 1997
Pour l'historien de l'architecture William JR Curtis, Oscar Niemeyer appartient à la « seconde génération des architectes modernes ». Son style s'inspire des pionniers du modernisme comme Le Corbusier ou Mies van der Rohe mais a évolué en s'inspirant notamment de Pablo Picasso et Jean Arp mais aussi de l'héritage baroque du Brésil.
Oscar Niemeyer est influencé par Le Corbusier mais s'en démarque fortement notamment à travers son goût pour les courbes à l'opposé du style rigide et fonctionnel de Le Corbusier. Il considère qu'une œuvre architecturale doit être « belle et légère ». Dans un entretien avec Édouard Bailby, il explique : « Alors que l'angle droit sépare, divise, j'ai toujours aimé les courbes, qui sont l'essence même de la nature environnante,. »

### Réalisations

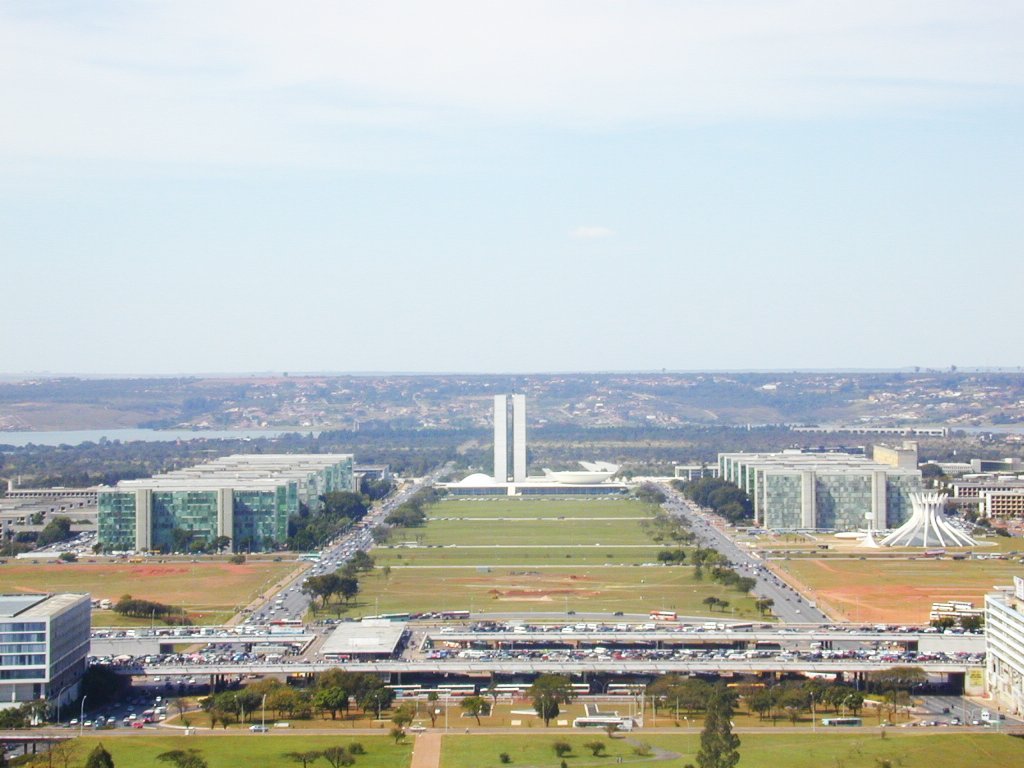
Vue générale de Brasilia. Au premier plan, la gare routière, à l'emplacement de la croisée des deux axes routiers principaux de la ville ; au fond, le Congrès national avec à gauche le Sénat et à droite la Chambre des députés ; de part et d'autre, les divers ministères ; à droite, en avant des ministères, la cathédrale ; tout au fond, au pied de la colline, le lac artificiel du Paranoá.

#### Réalisations à Brasilia (Brésil)
- Siège du Procureur général de la République (Sede da Procuradoria Geral da Republica) (2002)
- Tribunal suprême fédéral (Supremo Tribunal Federal) (2001)
- Association du Barreau du Brésil (Ordem dos Advogados do Brasil) (1997)
- Cour supérieure de justice (Superior tribunal de Justiça) (1989)
- Musée de Brasilia (Museu de Brasilia) (1988)
- Espaço Oscar Niemeyer (1988)
- Pantheon (Panteão) (1985)
- Memorial Juscelino Kubitschek (1981)
- Teatro Nacional Cláudio Santoro (1966-1981)
- Pont Costa e Silva (1973)
- Institut central des sciences (Instituto Central de Ciências) (1963-1971)
- Cathédrale de Brasilia (Catedral Metropolitana Nossa Senhora Aparecida) (1970)
- Siège des armées (Quartel-General do Exército) (1968)
- Ministère des Affaires étrangères (Palácio dos Arcos-Itamaraty) (1962)
- Palais présidentiel (Palácio do Planalto) (1960)
- Palais présidentiel (Palácio da Alvorada) (1958)
- Palais du Congrès national (Palácio do Congresso Nacional) (1958-1960)
- Chapelle Notre-Dame de Fatima (Igreja Nossa Senhora de Fátima-Igrejinha) (1958)

#### Autres réalisations au Brésil

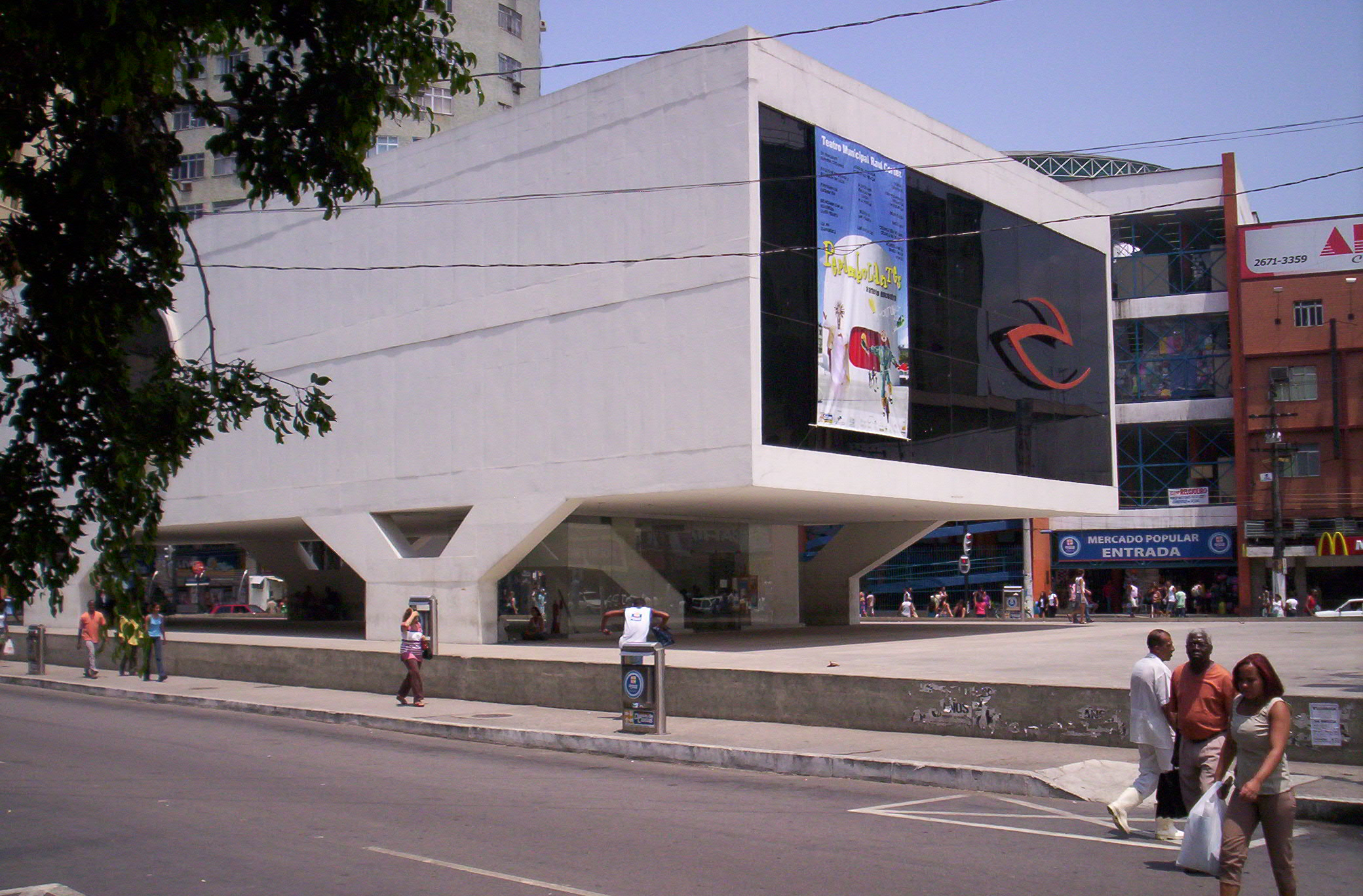
Bibliothèque municipale au centre-ville de Duque de Caxias, RJ, Brésil.

- Estação Ciência, Cultura e Artes, 2008 (João Pessoa)
- Musée d'Art contemporain de Niterói, 1991-1996 (Niterói, en face de Rio de Janeiro)
- Torre Charles de Gaulle I et II (logements), 1994 (Rio de Janeiro)
- Hôtel Horsa Nacional 1972 (Rio de Janeiro)
- Fundação Getulio Vargas 1958 (Rio de Janeiro)
- Casa das Canoas (maison) 1954 (Rio de Janeiro)
- Palais Gustavo Capanema 1943 (avec Le Corbusier, L. Costa, A. Reidy, C. Leão, E. Vasconcellos, J Moreira) (Rio de Janeiro)
- Auditorium 2005 (São Paulo)
- Mémorial de l'Amérique latine (São Paulo)
- Résidence Edifício Itália 1965 avec F. Heep (São Paulo)
- Résidence Edifício Copan 1957 (São Paulo)
- Logements Eiffel (São Paulo)
- Logements Montreal (São Paulo)
- Parque do Ibirapuera 1954 (avec B. Marx pour le paysage) (São Paulo)
- NovoMuseu 2002 (Curitiba)
- Teatro Estadual Maestro Francisco Paulo Russo 1991 (avec H. Penteado, H. Pasta) (Araras)
- Résidence Niemeyer 1954 (Belo Horizonte)
- Église São Francisco de Assis 1940-1943 (Belo Horizonte)
- Église orthodoxe Saint-Georges (Lago Sul)
- Grande Hôtel d'Ouro Preto Minas Gerais  1940

#### Réalisations en France
- Siège du Parti communiste français 1965-1980 (Paris 19e arrondissement)
- Bourse Départementale du Travail de la Seine-Saint-Denis à Bobigny (1974-1978)
- Maison de la culture du Havre 1978-1982, renommée par la suite "Espace Oscar Niemeyer". Accessible par un jeu de rampes, l'œuvre se compose de deux volumes courbes blancs en béton dits "Le Volcan" et le "Petit Volcan". Ils abritent à l'origine un théâtre, une salle de cinéma, un auditorium, un hall d'exposition, une salle polyvalente consacrée aux arts de la scène… L'espace est partagé entre Le Volcan, scène nationale et la Bibliothèque Oscar Niemeyer depuis les travaux de réaménagement achevés en 2015 avec l'accord de l'architecte[17]
- Ancien siège du quotidien L'Humanité Saint-Denis (Seine-Saint-Denis) 1989
- Bureaux Niemeyer I, II, bâtiment Jullia et restaurant inter-entreprises de la Société générale (Fontenay-sous-Bois)
- Stèle en hommage aux 9000 Volontaires français qui se sont battus pendant la Guerre civile d'Espagne en 1936, Musée de la Résistance nationale (Champigny-sur-Marne). Il réalise cette œuvre en collaboration avec Denis Monfleur.

#### Réalisations en Algérie

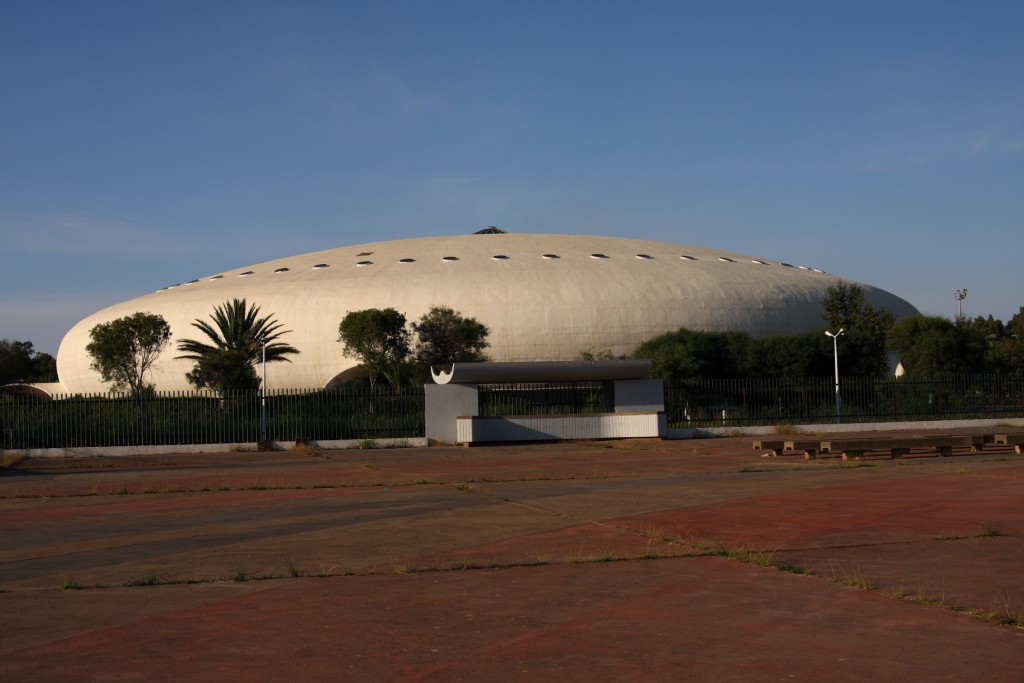
Salle omnisports « La coupole » du complexe olympique Mohamed-Boudiaf à Alger.

- Université Mentouri de Constantine, 1971-1977 (Constantine, Algérie)
- Université des sciences et de la technologie Houari-Boumediene(USTHB), 1974 (Alger, Algérie)
- Salle omnisports « La coupole » du complexe olympique Mohamed-Boudiaf, 1975 (Alger, Algérie)
- École polytechnique d'architecture et d'urbanisme (EPAU), (Alger, Algérie)
- Université Mouloud Mammeri (Tizi Ouzou, Algérie)

#### Autres réalisations dans le monde

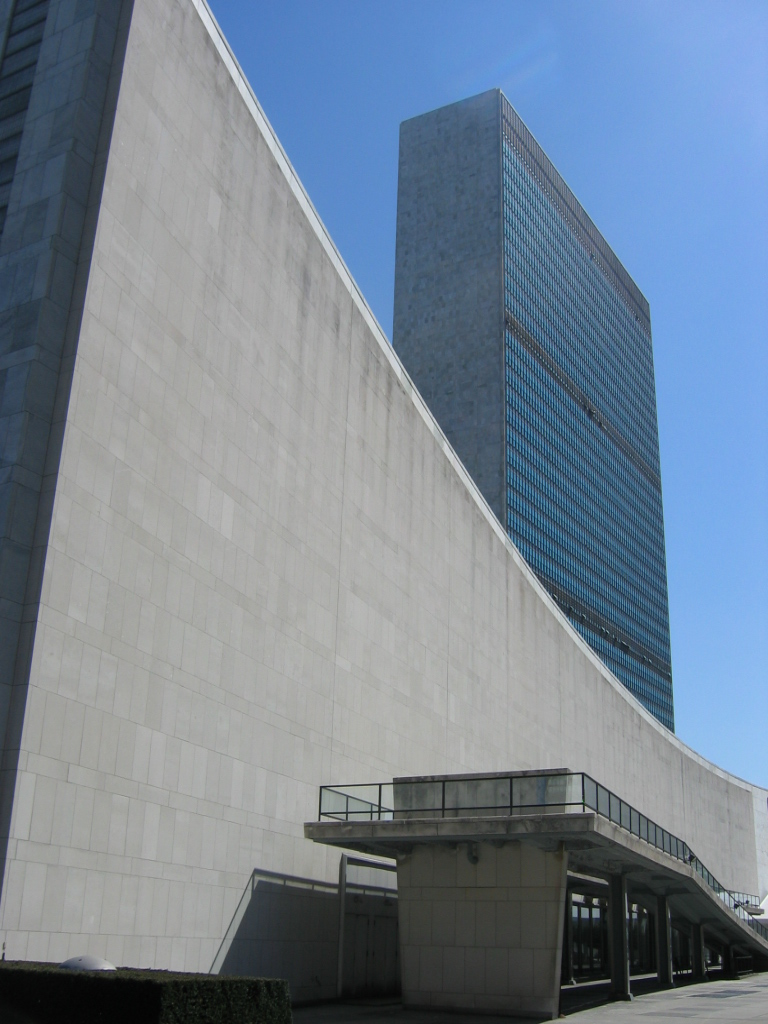
Siège des Nations unies, New York

- Logements Hansaviertel, 1957 (Berlin, Allemagne)
- Maison Strick, 1964 (Los Angeles, États-Unis)
- Pestana Casino Park, 1966 (Funchal, Madère)
- Siège des Éditions Mondadori, 1968 (Milan, Italie)
- Siège des Nations unies, 1952 (avec Le Corbusier, Wallace Kirkman Harrison, Sven Markelius, Taylor, Soilleux & Overend, G. Brunfaut, Studio E. Cormier, Ssu-Ch'eng Liang, N. D. Bassov, Sir H. Robertson, Julio Vilamajó) (New York, États-Unis)
- Bâtiment universitaire Eshkol Tower, 1976 (Haïfa, Israël)
- Foire internationale Rachid-Karamé de Tripoli, 1968-1974 (Tripoli, Liban)
- Centre culturel international Oscar Niemeyer (Avilés, Asturies, Espagne)
- Auditorium, 2000-2010 (Ravello, province de Salerne, Italie)
- Casino de Madère à Funchal, 1976 (Île de Madère, Portugal)
- "Un drapeau face à l'empire" (2006) - Université des Sciences Informatiques (La Havane, Cuba)

### Galerie

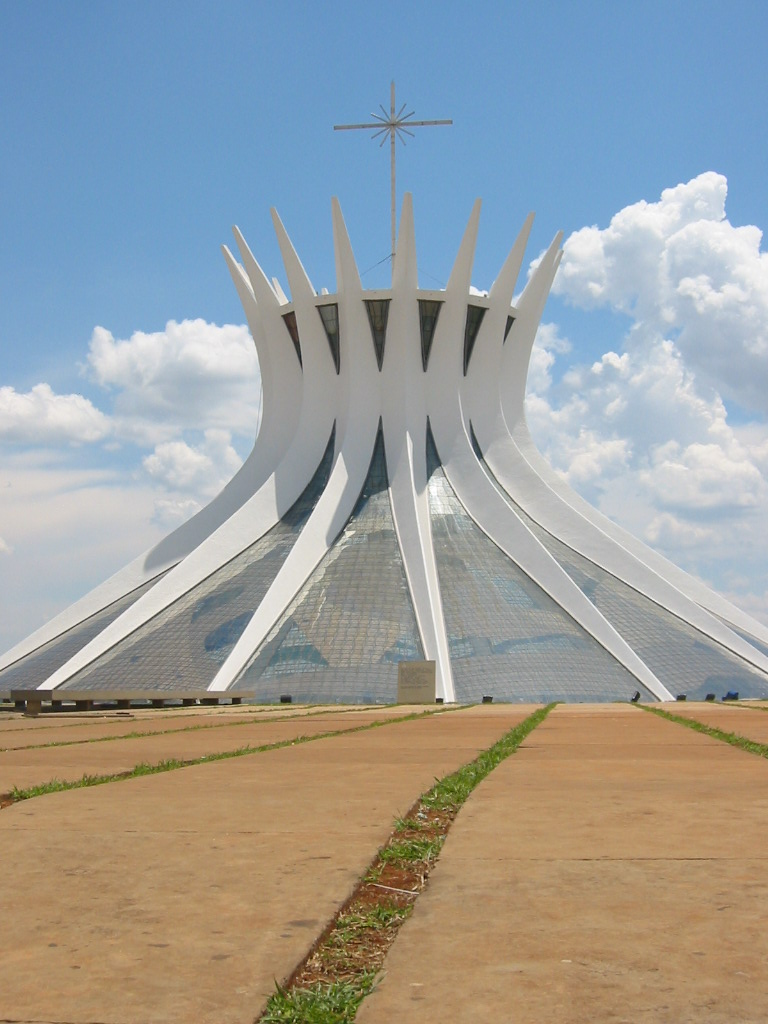
Cathédrale de Brasilia, Brasilia, une Structure hyperboloïde.
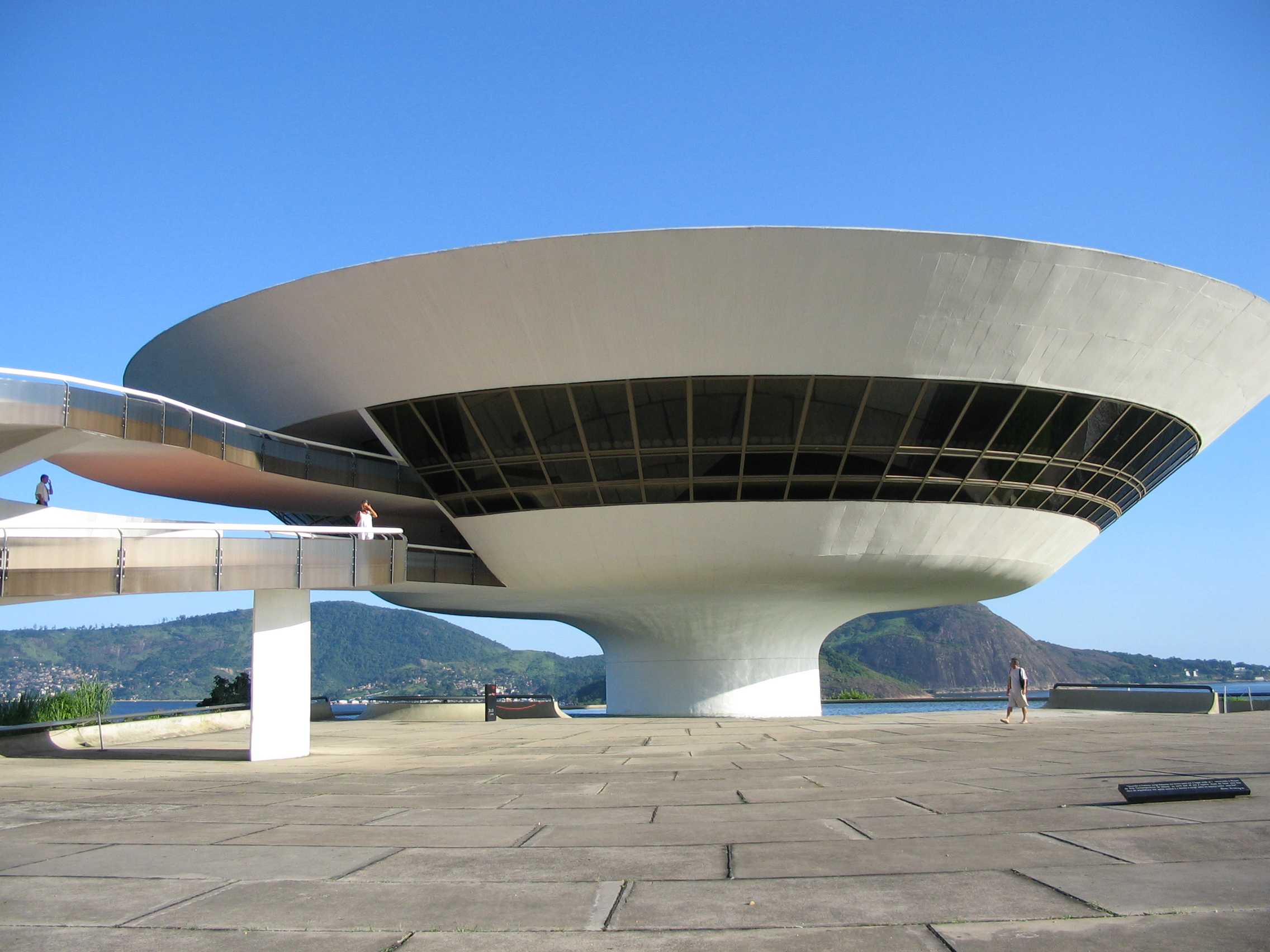
Le Musée d'Art contemporain de Niterói.
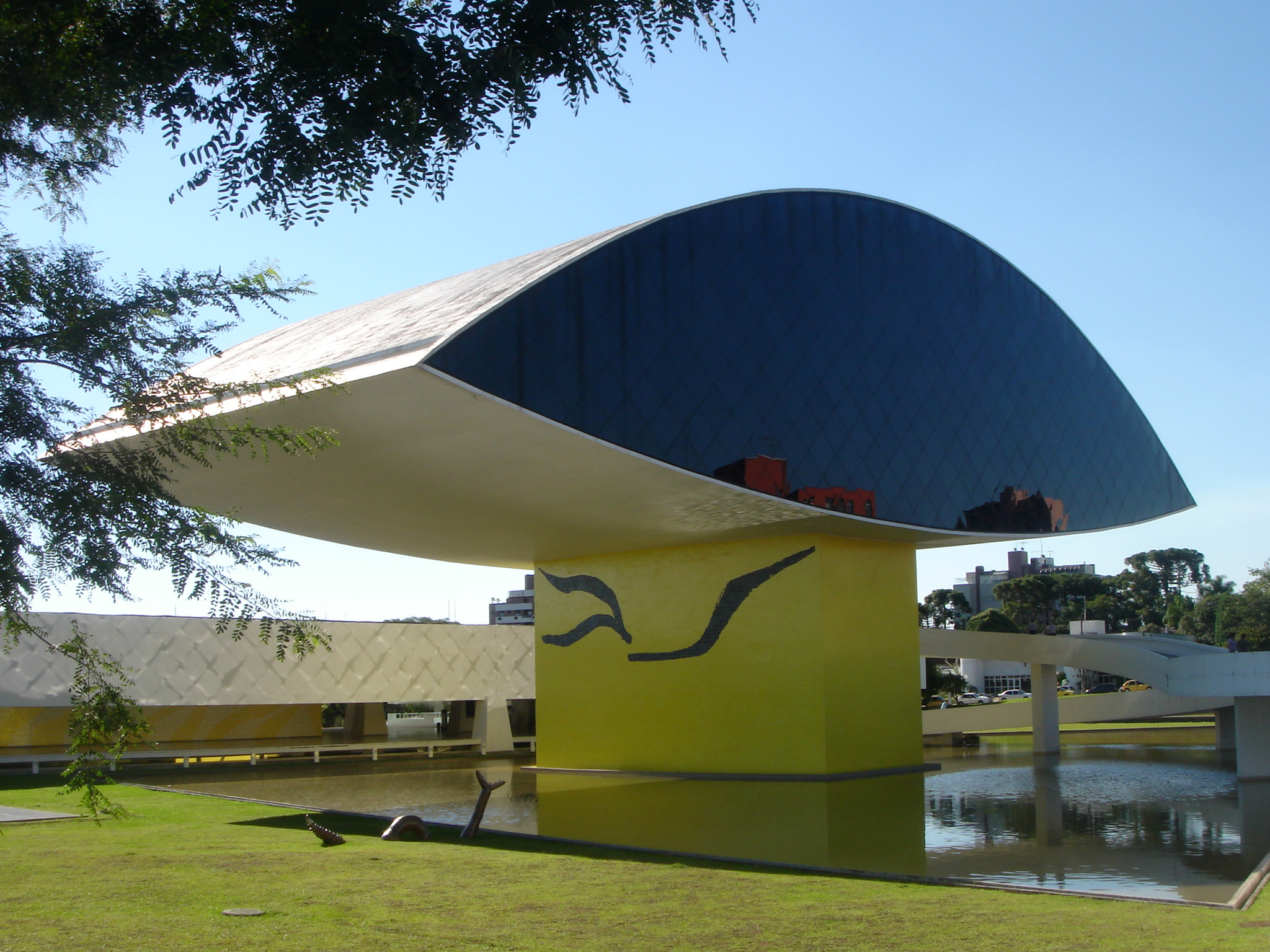
Musée Oscar Niemeyer (NovoMuseu), Curitiba, Brésil.
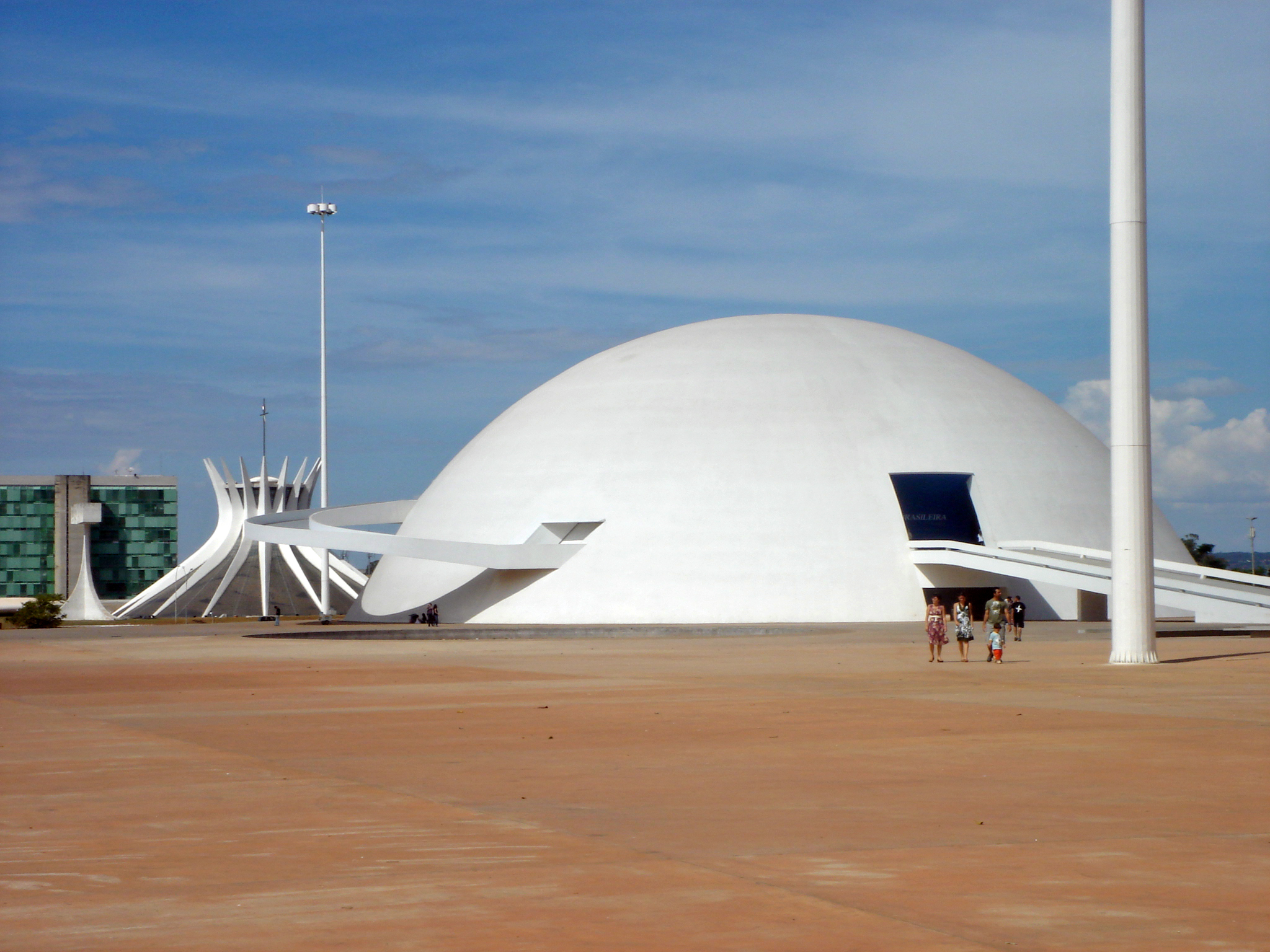
Musée National du Brésil, Brasilia.
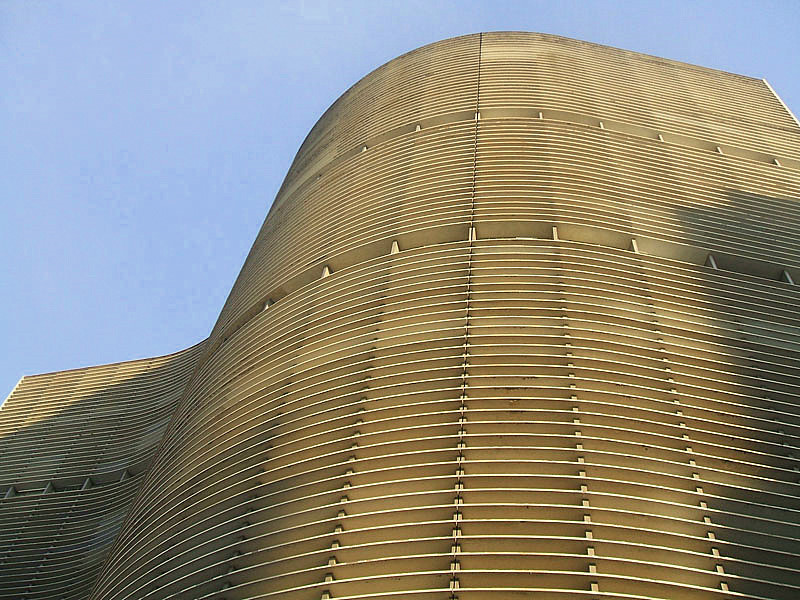
Edifício Copan, façade Nord, São Paulo.
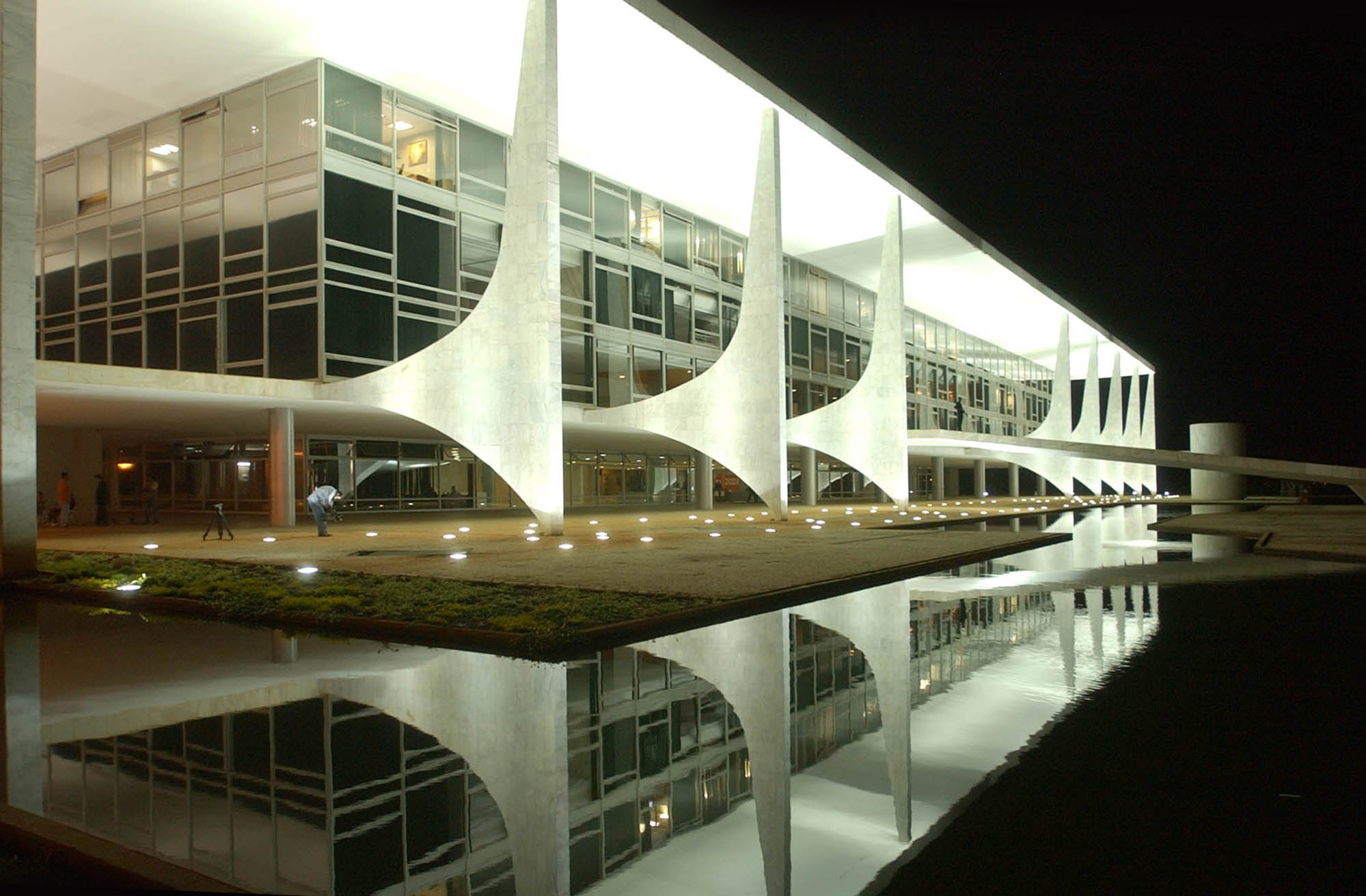
Palácio do Planalto, Brasilia.
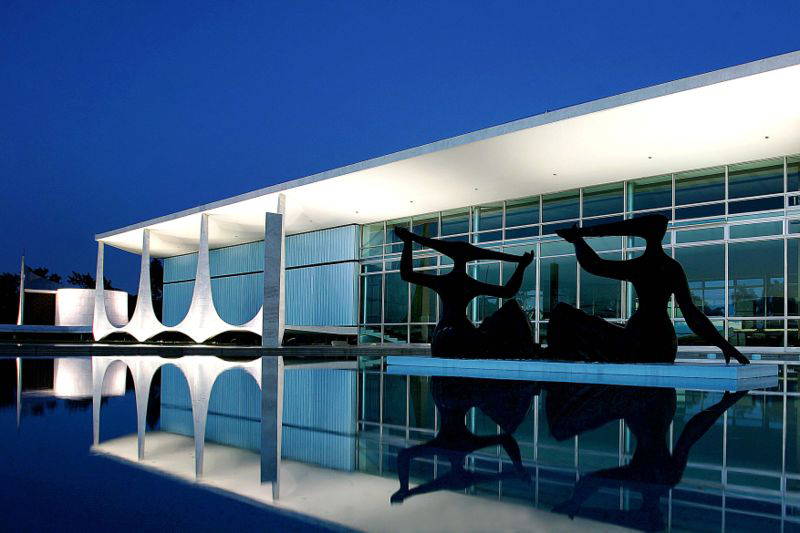
Palácio da Alvorada, Brasilia.
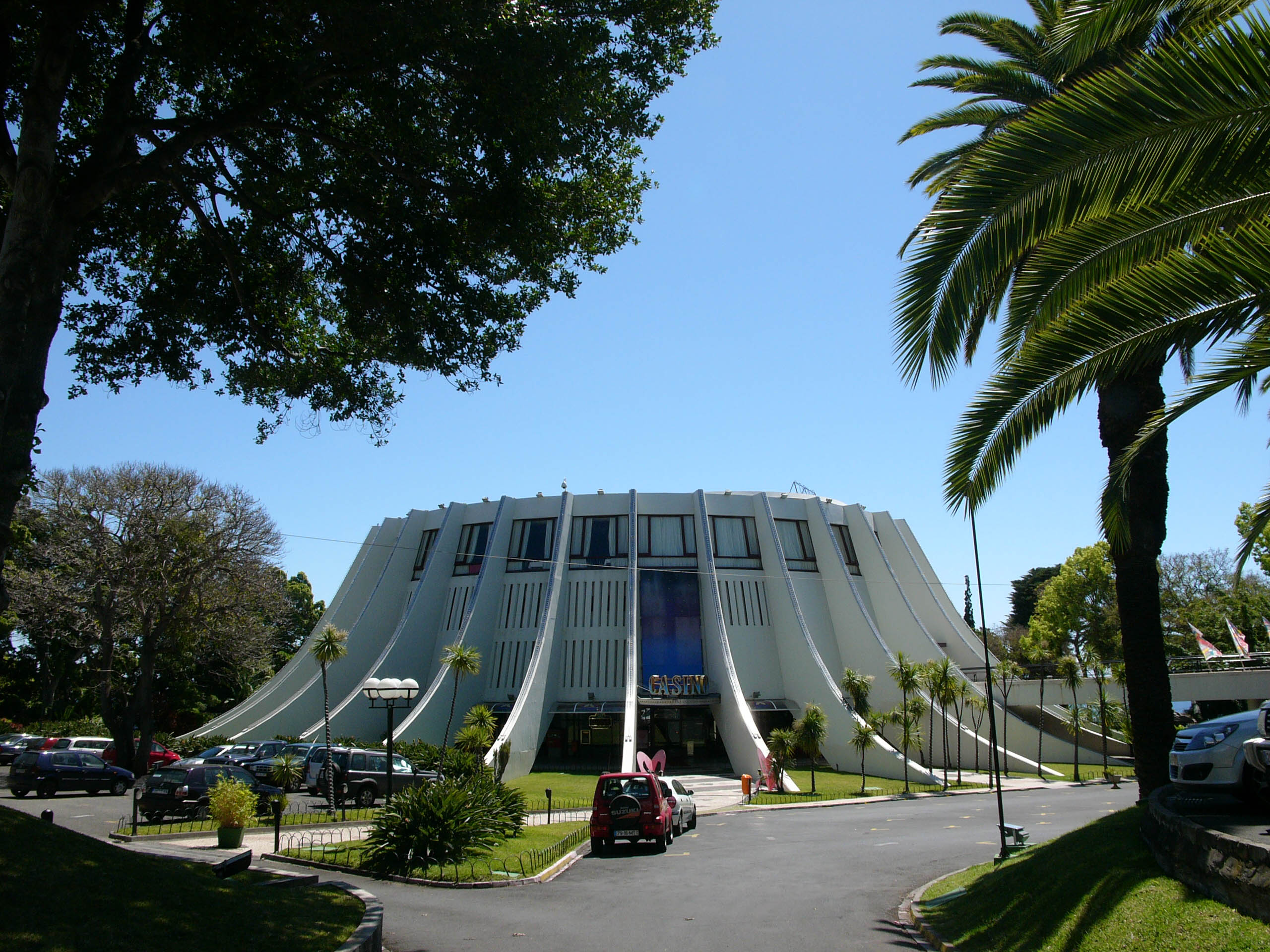
Casino de Madère à Funchal.
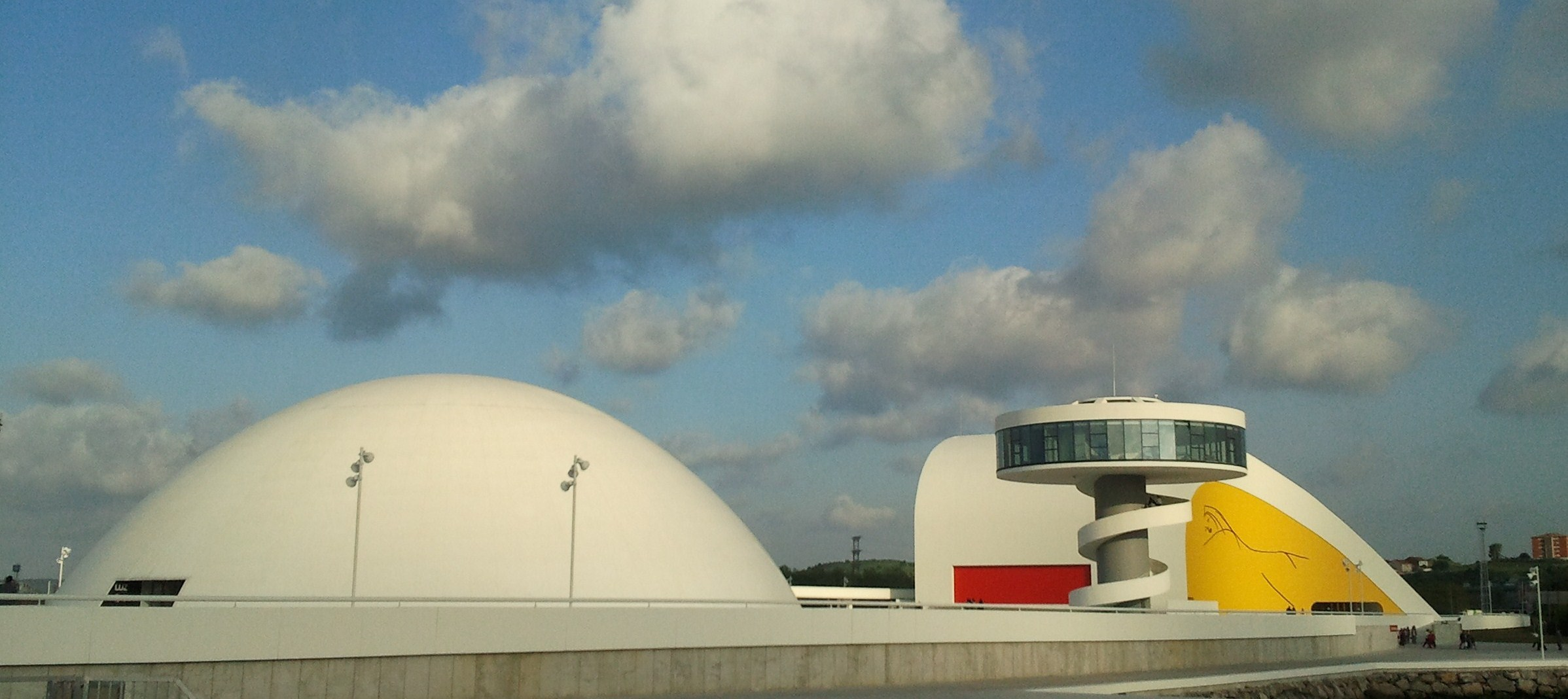
Centro Niemeyer Asturies, Espagne.

## Prix et distinctions
- 1970 : médaille d'or de l'American Institute of Architects[12]
- 1988 : Prix Pritzker[1]
- 1998 : médaille d'or du Royal Institute of British Architects[12]
- 2004 : Praemium Imperiale
- 2007 :  Commandeur de la Légion d'honneur (12 décembre)
- Grand-croix de l'ordre de Sant'Iago de l'Épée
- Commandeur de l'ordre des Arts et des Lettres

## Publications
- Mon expérience à Brasilia, Éditions de Minuit (Collection " Forces vives "), Paris, 1963.
- Oscar Niemeyer, Les courbes du temps - Mémoires, Gallimard, 1999 (ISBN 2070751821)

En 2008, Oscar Niemeyer fonde la revue d'architecture, d'art et de culture "Nosso Caminho" Notre Chemin, un nouveau numéro est prévu pour le 1er trimestre 2014 en son hommage.

## Hommages
Depuis 1984 la Parade du Carnaval de Rio de Janeiro se tient au Sambodrome conçu par Oscar Niemeyer. En 2003, l'École de Samba GRES Unidos de Vila Isabel a mis en scène la vie de Niemeyer dans sa parade. C'était la première fois que Vila Isabel rendait hommage à une personnalité de son vivant. Le thème musical de la parade, O Arquiteto no Recanto da Princesa a été composé par le chanteur brésilien Martinho da Vila.
À l'occasion de la disparition d'Oscar Niemeyer en 2012, l'artiste brésilien Eduardo Kobra et quatre autres peintres ont créé en 2013 une fresque murale qui lui rendait hommage. Recouvrant la totalité d'une façade d'un gratte-ciel du quartier financier de São Paulo, cette fresque évoque l'œuvre de Niemeyer, sa passion pour le béton et Le Corbusier.
L'œuvre d'Oscar Niemeyer a également été une source d'inspiration majeure pour le peintre français Jacques Benoit. En 2006, Benoit a présenté à Paris une série intitulée Trois Traces d'Oscar, rendant ainsi hommage au patrimoine architectural laissé par Oscar Niemeyer en Île-de-France. En 2010 la Commission brésilienne du Cinquantenaire de Brasilia a sélectionné le travail de Benoit dans le cadre d'une exposition célébrant l’anniversaire de la ville. L'exposition Brasilia. De Carne e Alma (Brasilia. De Chair et d'Âme) se composait de 27 toiles issues de trois séries différentes, toutes inspirées par le paysage architectural de Brasilia et l'histoire de sa construction.

### Filmographie
- 2000 : Marc-Henri Wajnberg (Wajnbrosse Productions), Oscar Niemeyer – Un architecte engagé dans le siècle, 60 minutes, pour la chaîne de télévision Arte